# 三井文庫
公益財団法人三井文庫（みついぶんこ）は、東京都中野区に本部を置く公益財団法人。
旧三井財閥・三井家の下で収集された社会経済史史料の保存・公開、調査研究をおこなう史料館（三井文庫本館）と、美術品の保存・公開、調査研究をおこなう三井記念美術館からなる非営利の研究機関。後述するように、賛助会社には三井グループ各社が名を連ね、役員も三井グループ各社の幹部・元幹部や三井家（北家・惣領家）の現当主などが就いている。

## 歴史
三井家の修史事業が始まったのは1891年（明治24年）であり、1903年（明治36年）に三井家々史乃事業史編纂方が創設された。1918年（大正7年）に現戸越公園の三井家別邸内に編纂室を移転し、江戸時代の各店の帳簿に加えて明治以降の会社資料も合わせて保管するために、コンクリート3階建ての書庫と事務所を設立し「三井文庫」と改称した。太平洋戦争の空襲で貴重な資料が失われるのを防ぐために一部の貴重な資料は神奈川県大磯の三井総領家城山荘に疎開させたが、1945年（昭和20年）5月24日の空襲で事務所が全焼し土蔵にも延焼し、多くの資料を喪失した。終戦によりGHQにより財閥解体され、1949年（昭和24年）に文部省から土地と建物を売却するよう要請され、土地と建物は売却、収蔵品は文部省に寄託されることになった。
戦後の混乱も落ち着いてきた昭和30年代に入り、三井不動産の社長であった江戸英雄の発案によって三井文庫の再建が図られた。1964年に文部省と三井家の間で返還に関する覚書が締結され、翌1965年、三井グループ各社によって「財団法人三井文庫」が設立された。
1985年には文化史研究部門（「三井文庫別館」）を併設し、数次にわたり三井家伝来の美術品・郵便切手等の寄贈を受けて収集・研究・公開を行うようになり、2005年10月には、所蔵する美術品を公開するためにかつての三井財閥の本拠地であった三井本館に三井記念美術館を開設した。
2010年4月1日、内閣府より公益財団法人の認定を受け、法人名称を「公益財団法人三井文庫」に変更。

## 賛助会社（2020年7月28日現在）
2020年7月28日時点の賛助会社は、以下の通り。
- 株式会社IHI
- SMBCコンシューマーファイナンス株式会社
- 王子ホールディングス株式会社
- 三機工業株式会社
- 株式会社商船三井
- 新日本空調株式会社
- 大樹生命保険株式会社（旧三井生命）
- 株式会社ダイセル
- 株式会社TBSホールディングス（旧東京放送ホールディングス）
- DM三井製糖株式会社（旧三井製糖）
- 東レ株式会社
- 株式会社日本製鋼所
- 株式会社ニップン（旧日本製粉）
- 富士フイルムホールディングス株式会社
- 三井化学株式会社
- 三井情報株式会社
- 三井住友カード株式会社
- 三井住友建設株式会社
- 三井住友ファイナンス&リース株式会社
- 三井不動産株式会社
- 三井不動産投資顧問株式会社
- 三井不動産ファシリティーズ株式会社
- 三井不動産リアルティ株式会社
- 三井不動産レジデンシャルサービス株式会社
- 三井物産株式会社
- 株式会社三井三池製作所
- 室町殖産株式会社
- エームサービス株式会社
- SMBC日興証券株式会社
- 株式会社カネカ
- JA三井リース株式会社
- 昭和飛行機工業株式会社
- 太平洋セメント株式会社
- デンカ株式会社
- 株式会社東芝
- トヨタ自動車株式会社
- 日本製紙株式会社
- BIPROGY株式会社（旧日本ユニシス）
- 株式会社三井E&S（旧三井E&Sホールディングス）
- 三井金属鉱業株式会社
- 三井住友海上火災保険株式会社
- 株式会社三井住友銀行
- 三井住友信託銀行株式会社
- 三井精機工業株式会社
- 三井倉庫ホールディングス株式会社
- 三井不動産商業マネジメント株式会社
- 三井不動産ビルマネジメント株式会社
- 株式会社三井不動産ホテルマネジメント
- 三井不動産レジデンシャル株式会社
- 三井不動産レジデンシャルリース株式会社
- 三井ホーム株式会社
- 株式会社三越伊勢丹ホールディングス

## 役員一覧（2021年7月1日現在）
2021年7月1日時点の役員は、以下の通り。
| 役職                             | 氏名           | 備考                                                                                           |
| -------------------------------- | -------------- | ---------------------------------------------------------------------------------------------- |
| 代表理事・理事長                 | 北山禎介       | 三井住友銀行名誉顧問、三井住友銀行元会長、三井住友フィナンシャルグループ元社長                 |
| 代表理事・副理事長               | 岩沙弘道       | 三井不動産会長                                                                                 |
| 代表理事・副理事長               | 飯島彰己       | 三井物産会長                                                                                   |
| 業務執行理事（常務理事・文庫長） | 武田晴人       | 経済学者・歴史学者、東京大学名誉教授                                                           |
| 業務執行理事・三井記念美術館館長 | 清水眞澄       | 仏教美術研究者、成城大学名誉教授                                                               |
| 理事                             | 赤松憲         | 三越伊勢丹ホールディングス会長兼取締役会議長                                                   |
| 理事                             | 石井寛治       | 経済学者、歴史学者。東京大学名誉教授。                                                         |
| 理事                             | 斎藤修         | 経済学者、一橋大学名誉教授                                                                     |
| 理事                             | 豊田章一郎     | トヨタ自動車名誉会長                                                                           |
| 理事                             | 三井八郎右衞門 | 建築家。三井家（北家）第12代当主                                                               |
| 監事                             | 井口武雄       | 三井住友海上火災保険名誉顧問                                                                   |
| 監事                             | 古澤煕一郎     | 三井住友信託銀行名誉顧問、中央三井トラスト・ホールディングス元会長・社長、中央三井信託銀行社長 |